# Казерна Едерле
Військова база Казерна Едерле (англ. Caserma Ederle) — військова база армії США, яка розташована на договірній основі між Італією та США в місті Віченці. База перебуває під військовим контролем Італії та може управлятися італійською владою в будь-який час. Військова громада Віченци складається з солдатів, членів їхніх сімей, цивільних осіб та пенсіонерів, а також невеликої кількості льотчиків та моряків, які там дислокуються. База є пунктом постійної дислокації штаб-квартири Командування армії США в Африці та 173-ї повітрянодесантної бригади. Казерна Едерле служить також штаб-квартирою гарнізону армії США в Італії Командування управління інсталяціями армії США, що об'єднує всі військові об'єкти США у Віченці. База отримала свою назву на честь майора Карло Едерле, італійського героя Першої світової війни та кавалера французького Воєнного хреста.
У 1951 році США та Італія підписали угоду про те, що США керуватимуть лініями зв'язку по всій Італії, а США окупують певні землі поблизу Ліворно. Ця земля стала згодом військовою базою Кемп-Дербі, розташованим у Пізі, названим на честь бригадного генерала Вільяма О. Дербі, який загинув у бою на півночі Італії 30 квітня 1945 року.
У 1955 році всі окупаційні війська США з Австрії були виведені після набрання чинності Австрійського державного договору. Згідно з положеннями угоди з Італією, табір Дарбі був початковим пунктом прийому солдатів, спорядження та припасів, що поверталися з Австрії.
Зі збереженням нейтралітету Австрії східний фланг північної Італії став вразливим для нападу. Щоб зменшити небезпеку в цьому районі, США погодилися розмістити там сили і 2 жовтня 1955 року було активовано Південноєвропейську оперативну групу армії США (SETAF). Перша штаб-квартира SETAF знаходилася в Кемп-Дербі, але найбільша кількість солдатів завжди дислокувалася у Віченці. Невдовзі після заснування штаб-квартира USASETAF перемістилася до Верони. Чисельність військ досягла 10 000 осіб і USASETAF були офіційно створені на основі угоди між США та Італією.

## Галерея

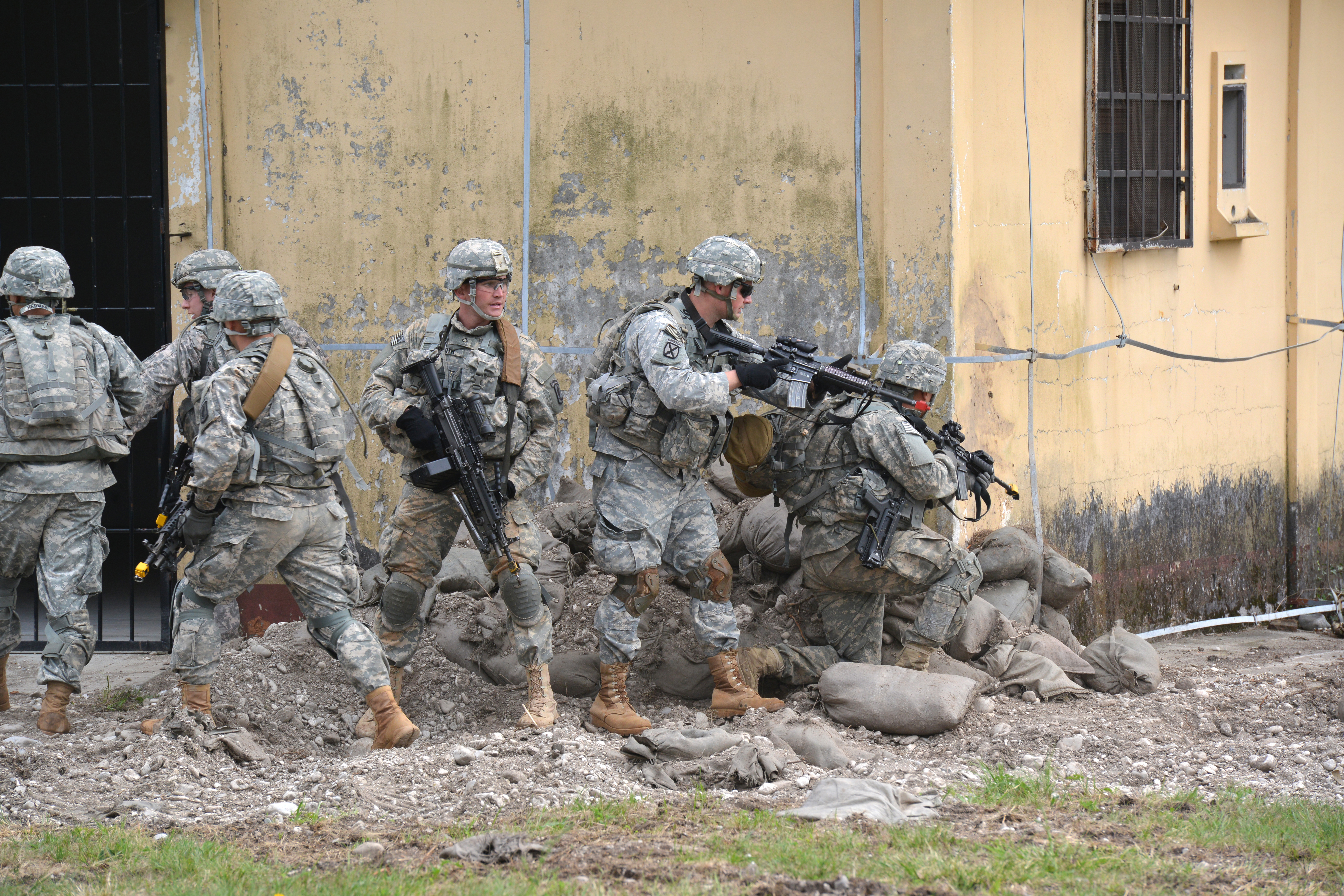
Практичні заняття з тактичної підготовки військовиків 503-го парашутного полку 173-ї бригади. 8 квітня 2014
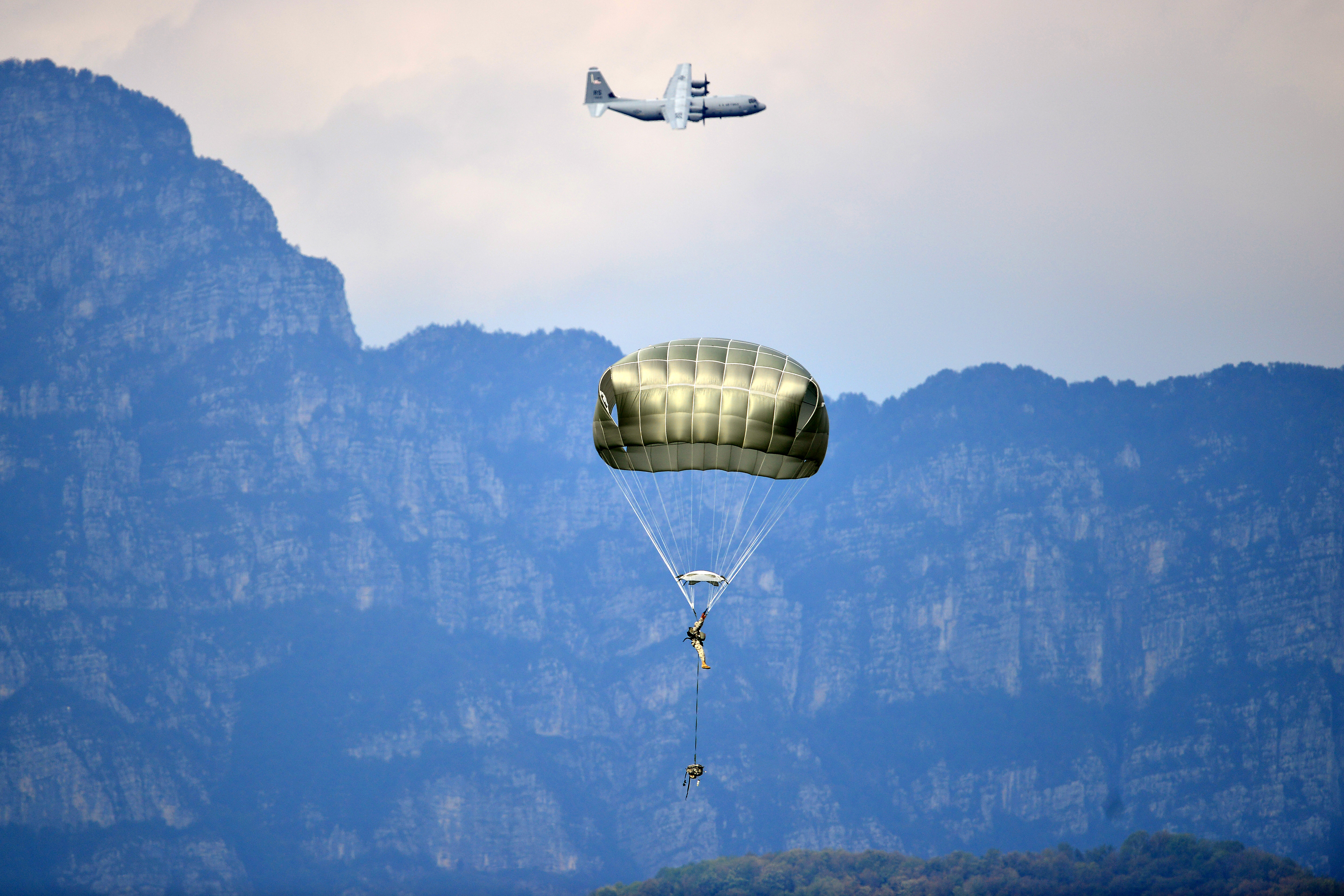
Десантування з літаків C-130 Hercules. 24 вересня 2014
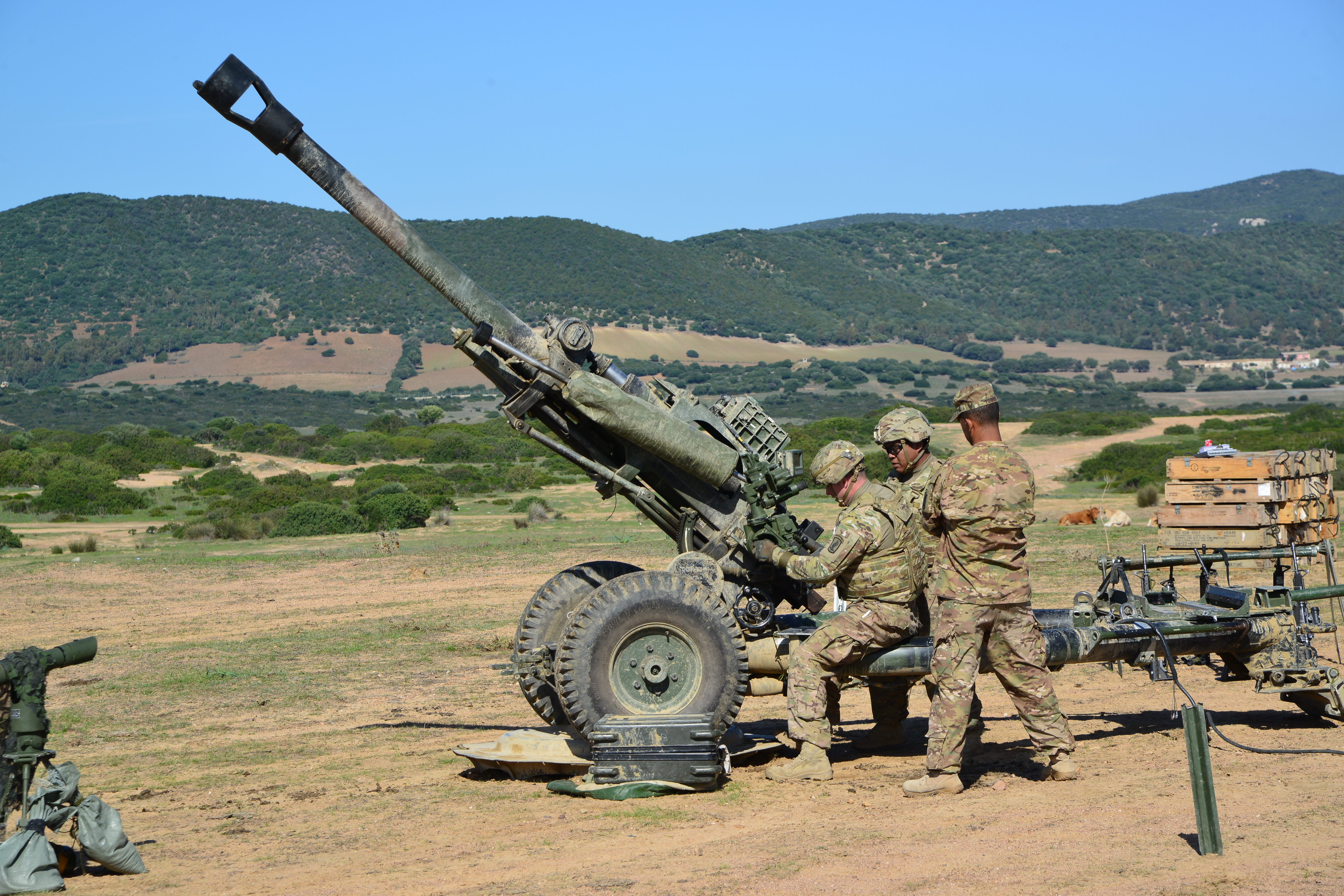
Стрільба з гаубиці M119A3 на навчаннях. 24 жовтня 2015
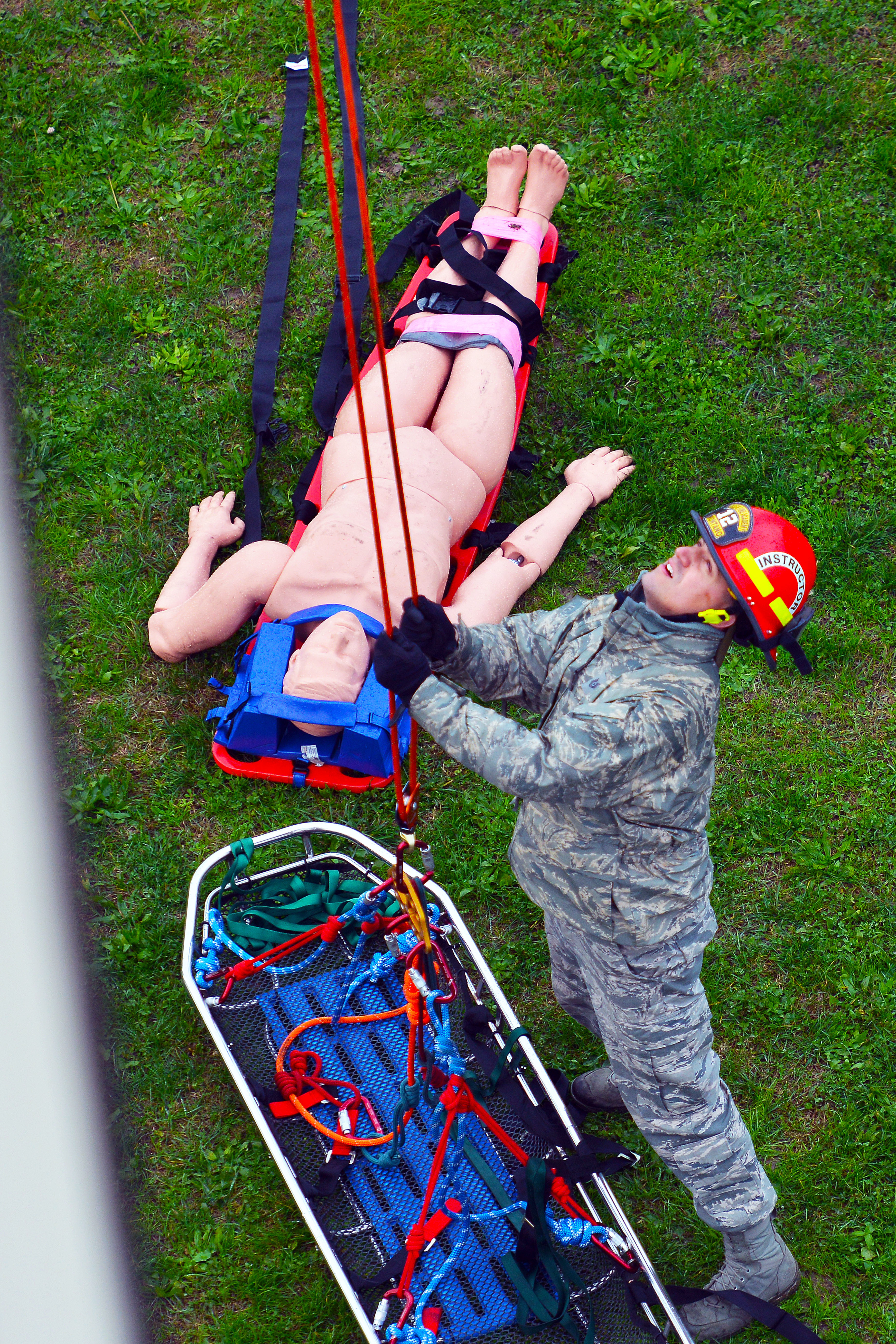
Тренування особового складу з евакуації пораненого. 11 листопада 2016
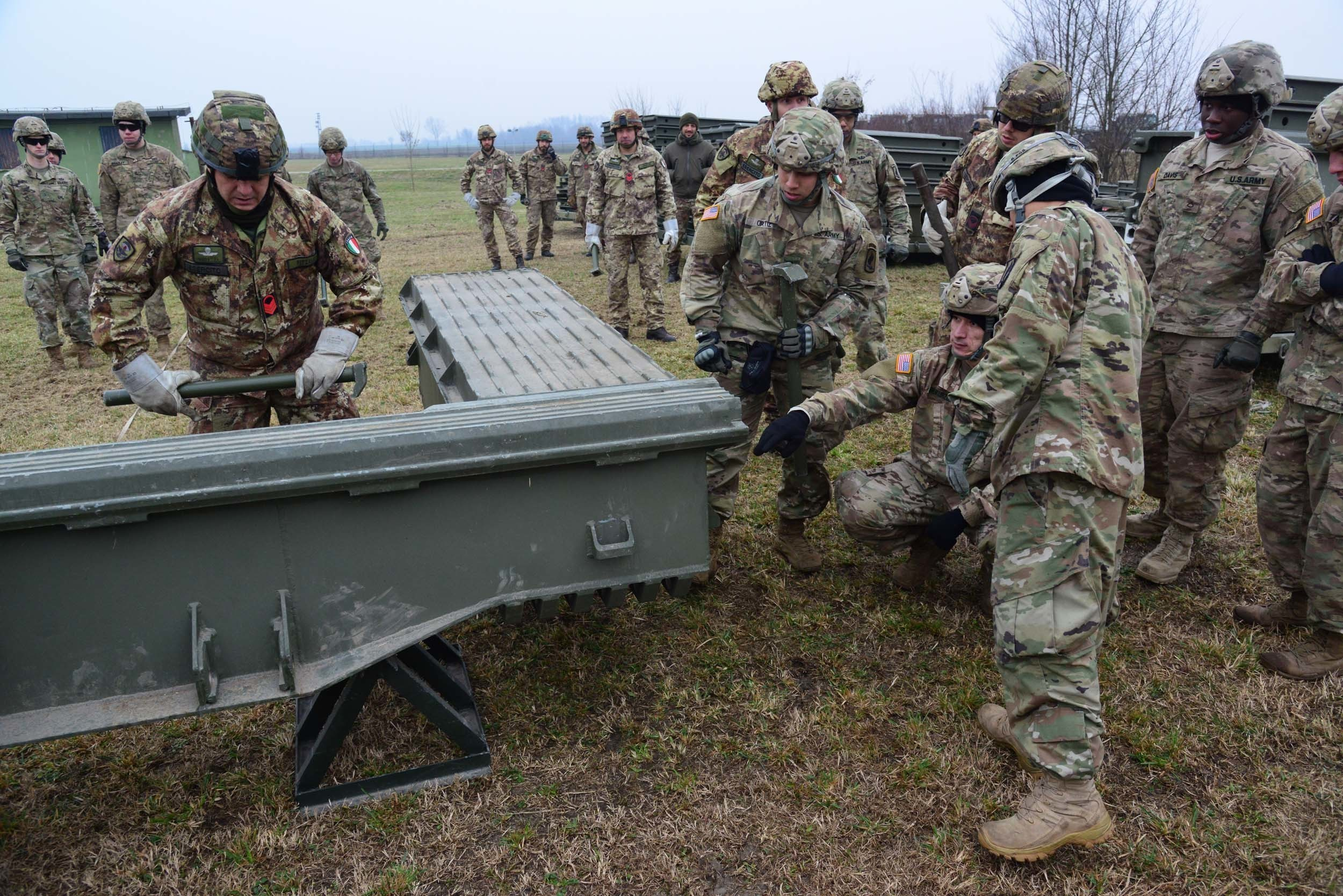
Тренування понтонного підрозділи бригади на навчаннях. 13 лютого 2017
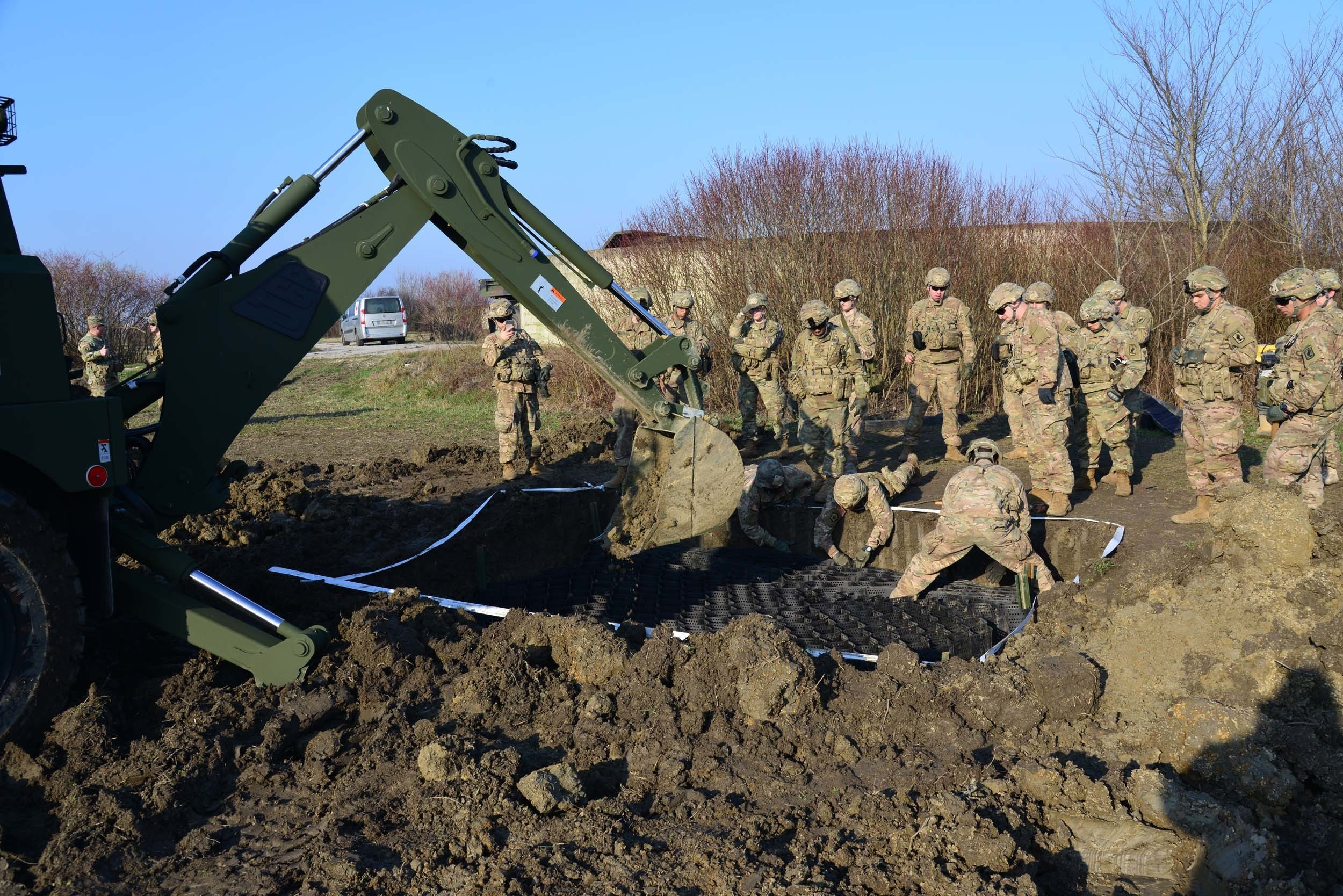
Військовослужбовці 54-го інженерного батальйону 173-ї повітрянодесантної бригади на відновлювальних роботах на об'єктах аеродрому. 14 лютого 2017
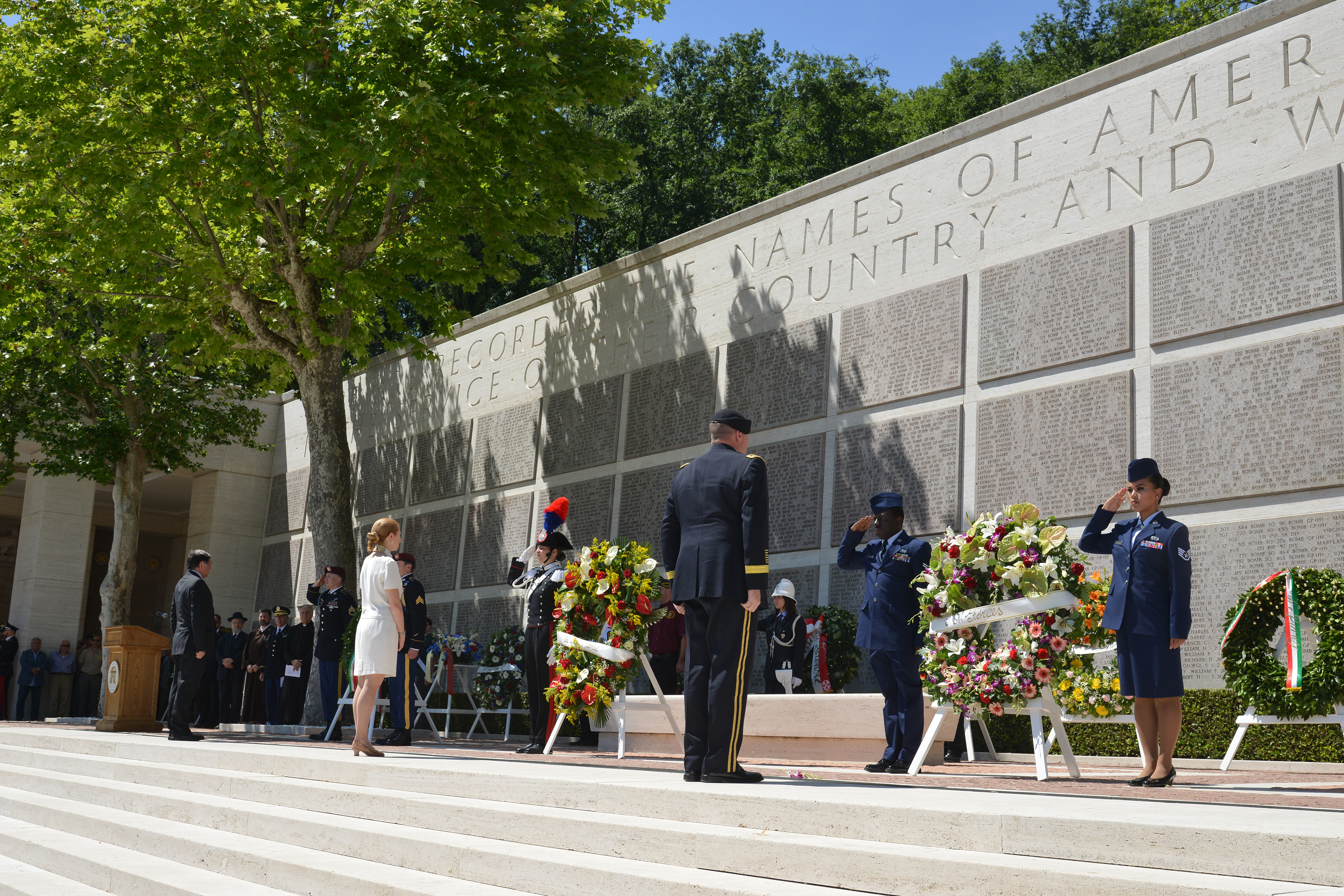
Урочистості з нагоди Дня пам'яті. 29 травня 2017
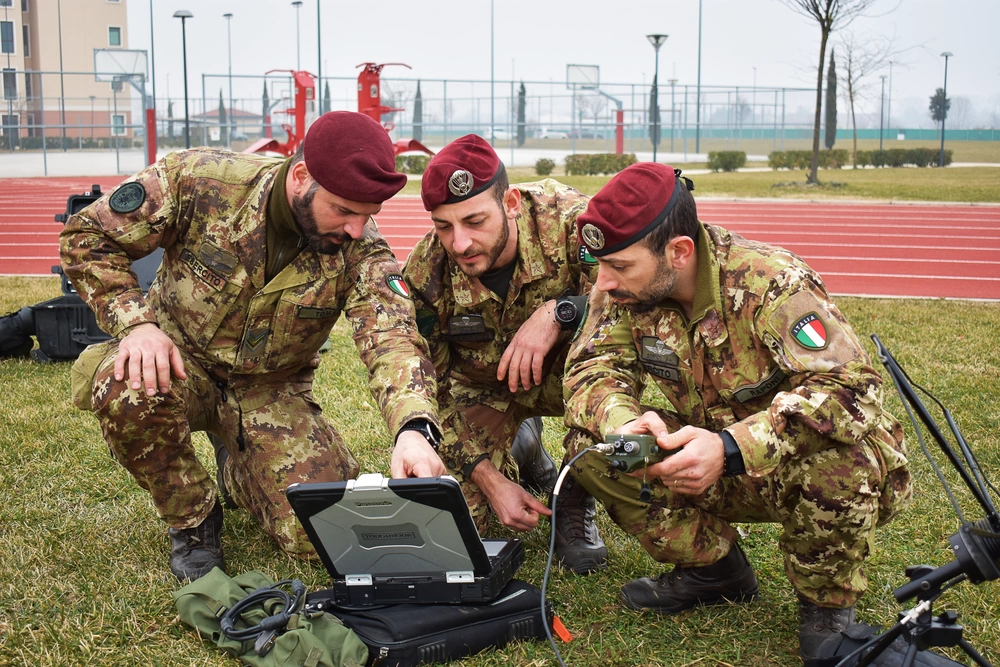
Італійські військовослужбовці проходять курс підготовки зі зв'язку у 173-ій бригаді. 20 лютого 2019
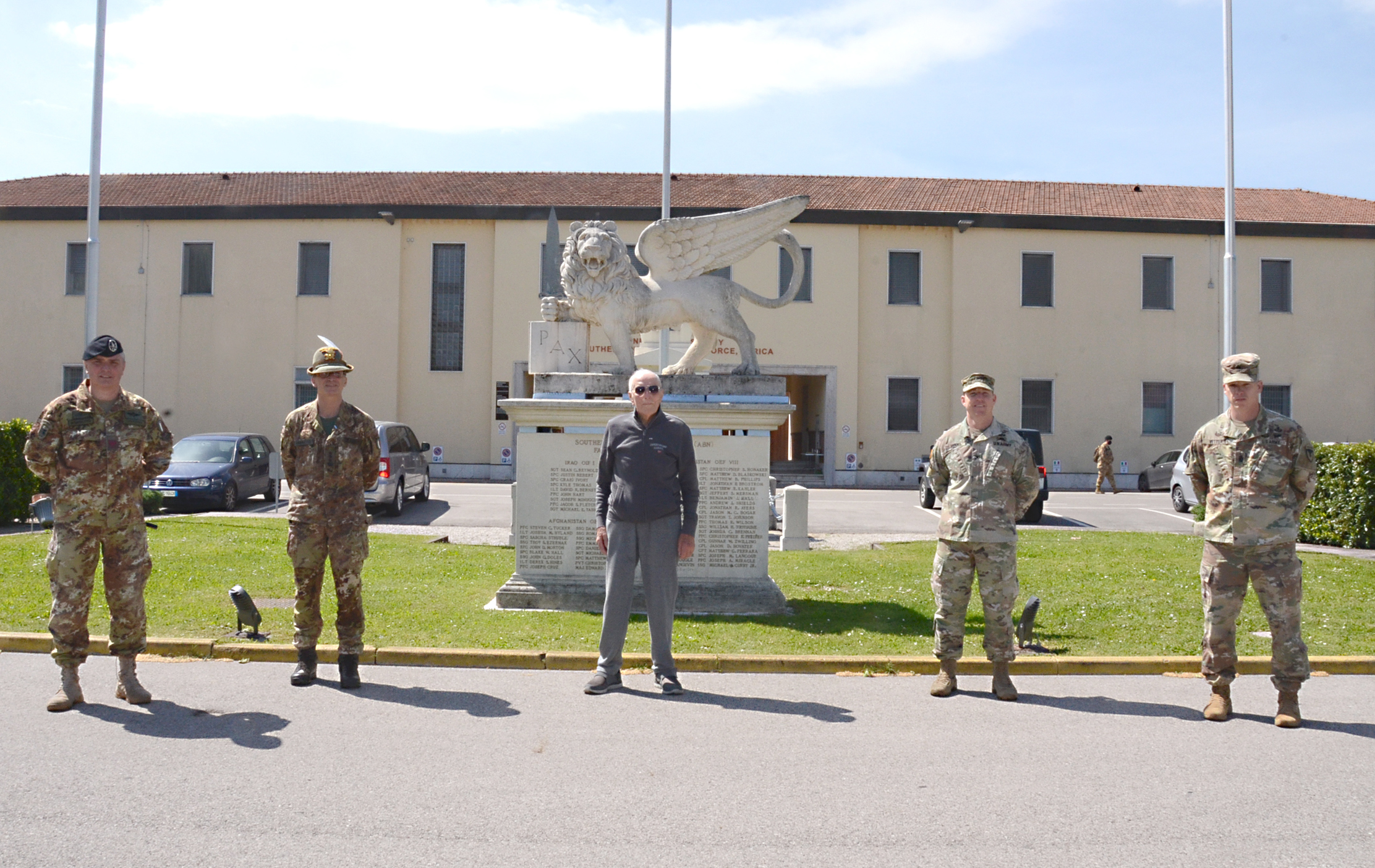
Урочиста зустріч італійського ветерана, що проходив службу на базі Казерна Едерле 79 років потому. 7 травня 2021
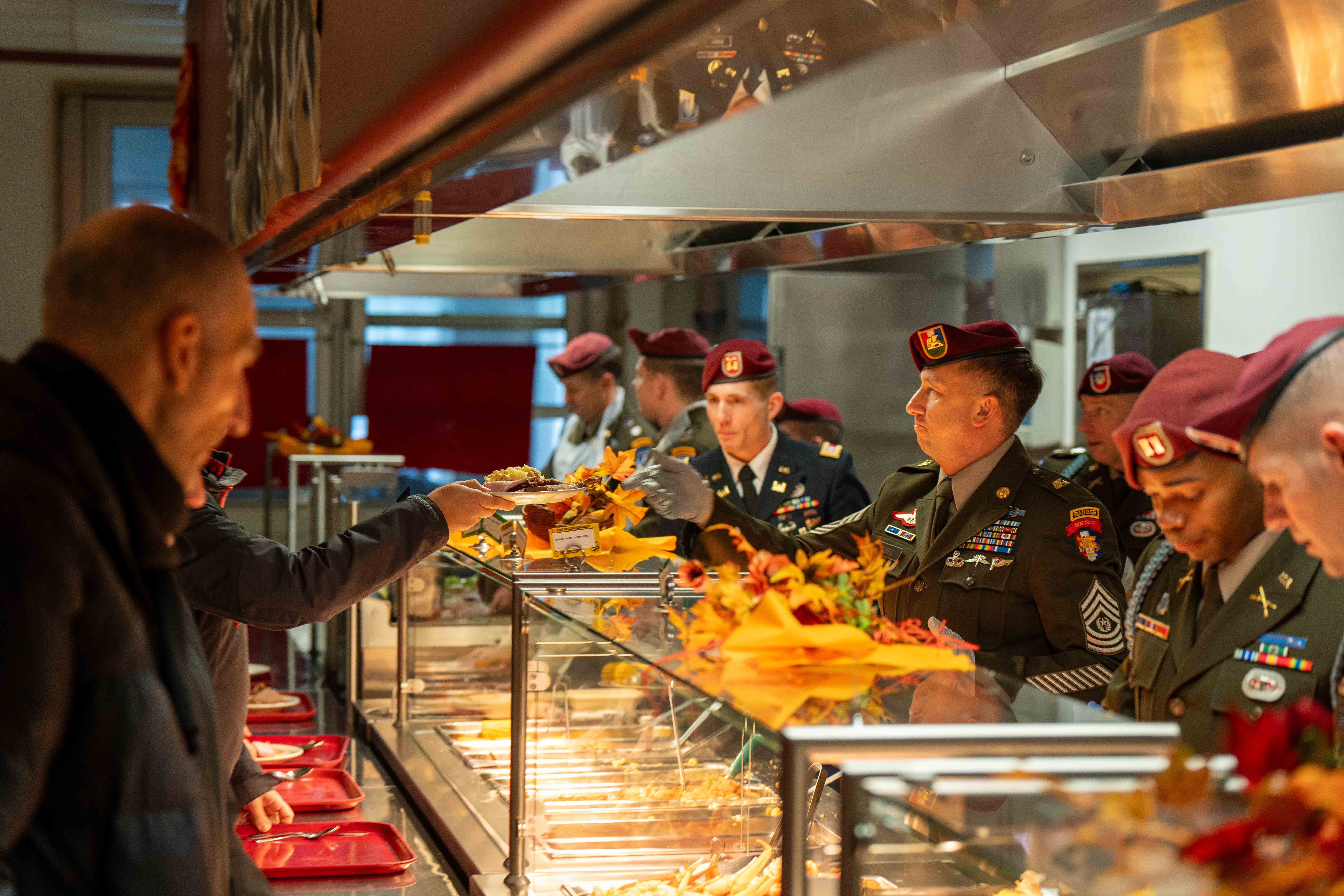
День подяки на базі. 21 листопада 2023
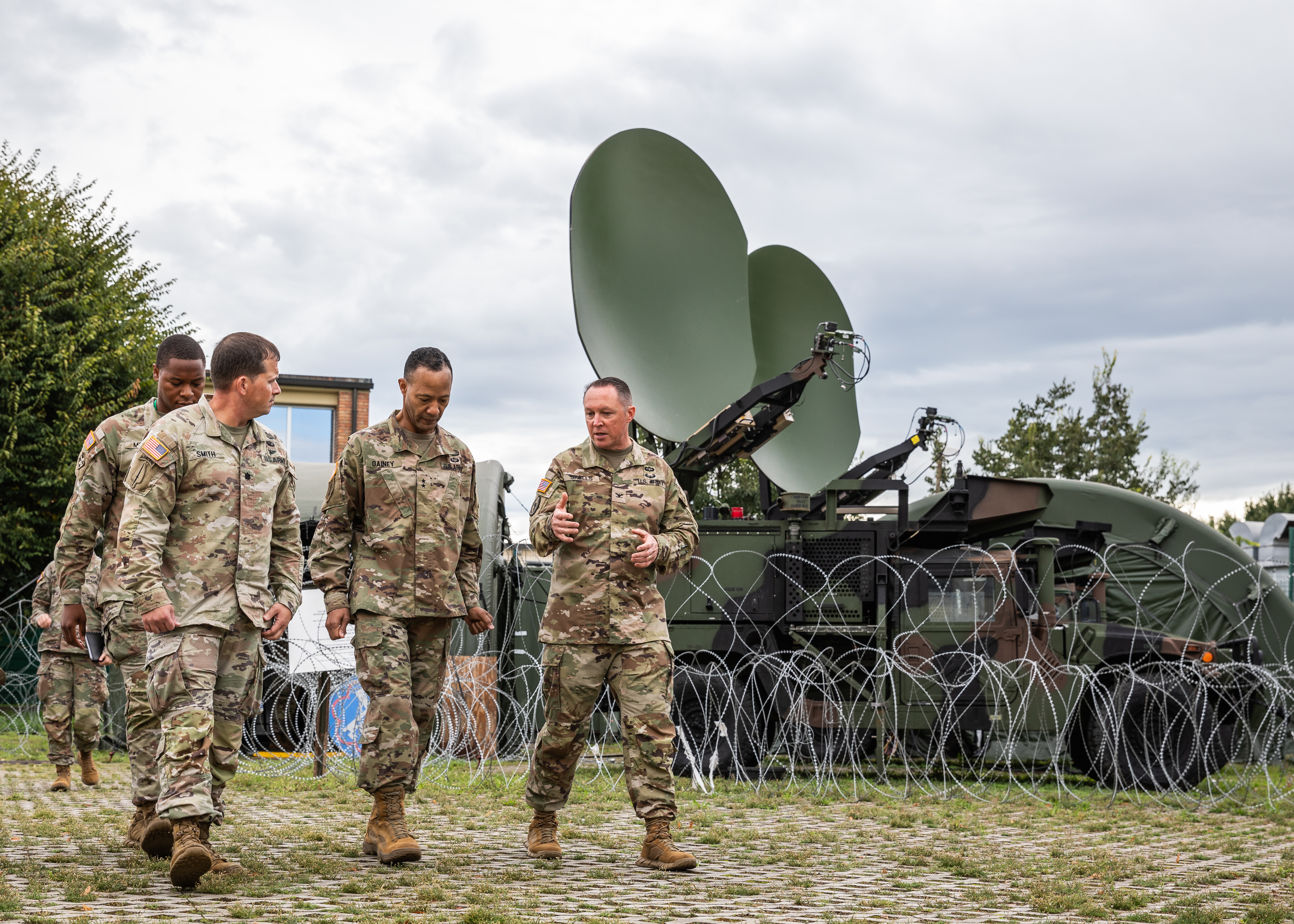
Генерали американської військової розвідки під час навчань на території бази. 17 вересня 2024